# Mausolée Duhesme
Le Mausolée Duhesme est un monument de style néo-classique qui abrite la sépulture de Guillaume Philibert, comte Duhesme, général français blessé le 18 juin 1815 à la bataille de Waterloo, fait prisonnier par les Prussiens et décédé à l'Auberge du Roy d'Espagne à Genappe le 20 juin 1815, surlendemain de la bataille.
Duhesme est un des rares militaires parmi les 38 000 tombés dans les batailles de Waterloo, Ligny, Quatre Bras (Genappe) et Wavre à avoir reçu une sépulture à proximité du champ de bataille : il n'existe en effet aucun cimetière militaire aux alentours.

## Localisation
Le Mausolée Duhesme se situe à Ways, section de la commune belge de Genappe, dans la province du Brabant wallon.
Il se dresse dans le clos Général Duhesme, à côté de la place Comte Cornet de Ways Ruart, le long de la façade nord de l'église Saint-Martin de Ways.

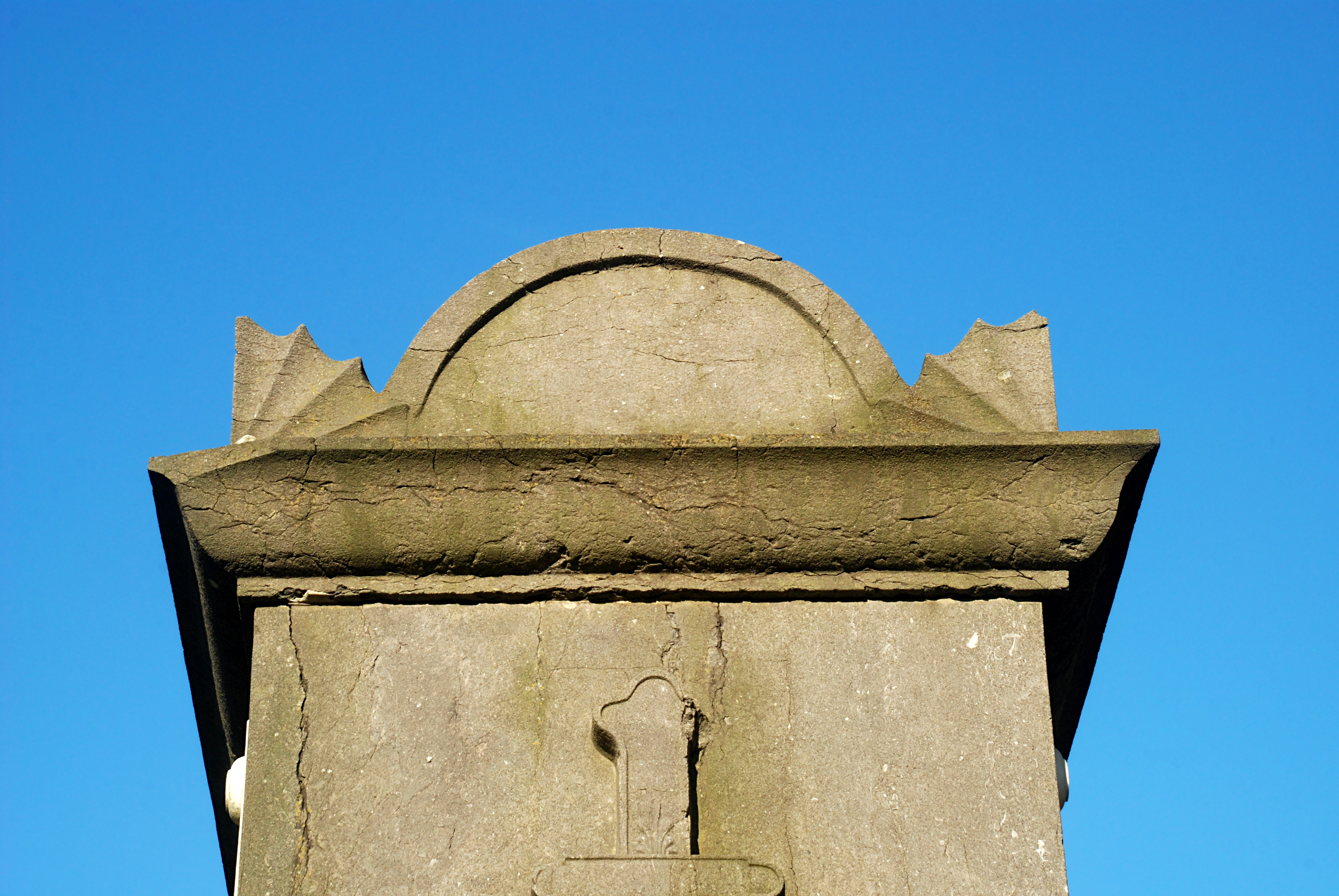
Corniche, fronton courbe et acrotères.

## Historique
Le monument a été restauré en 1954 par la Société d'études napoléoniennes, comme l'indique une petite plaque apposée à l'avant du monument.

## Description

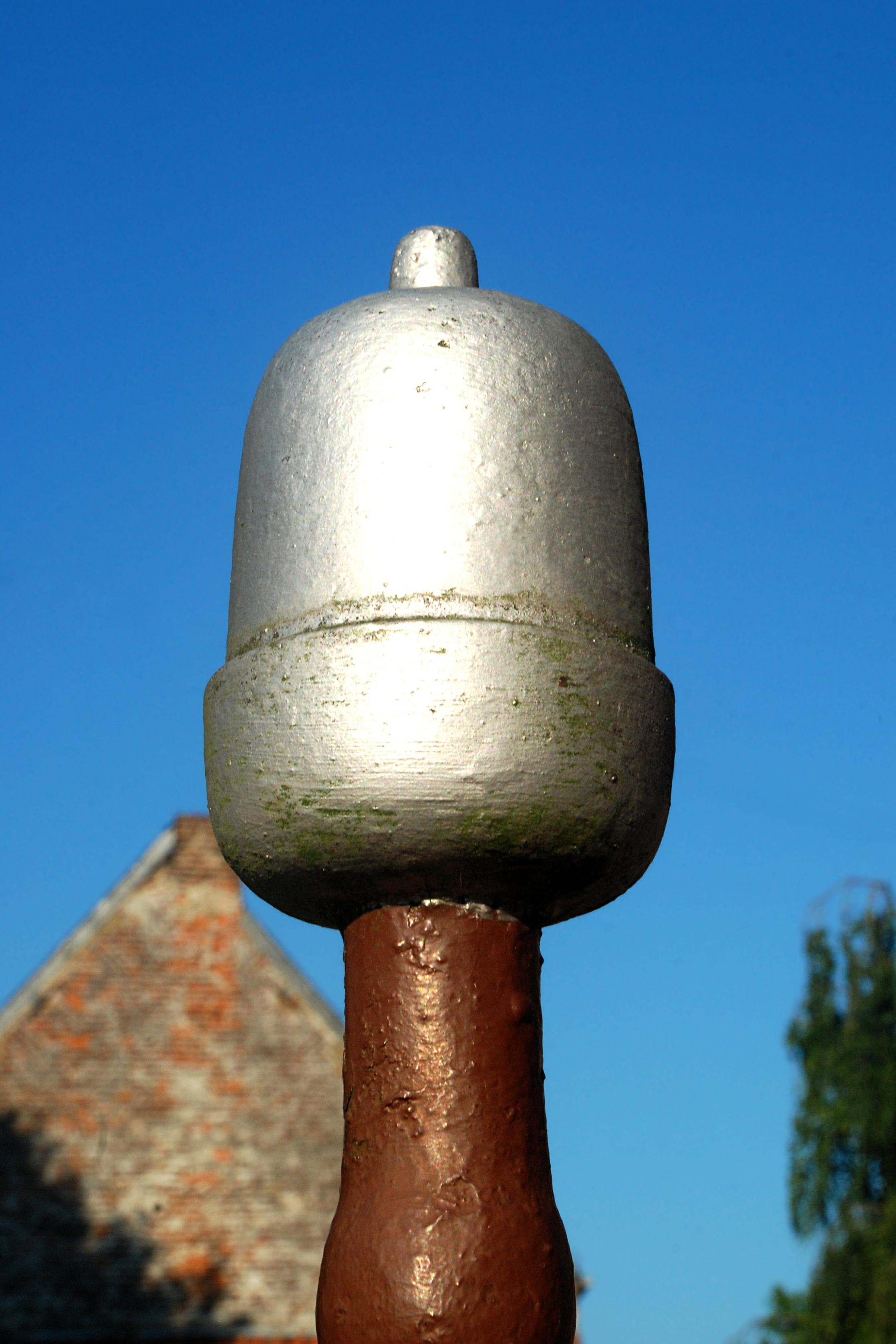
Ornement de la grille.

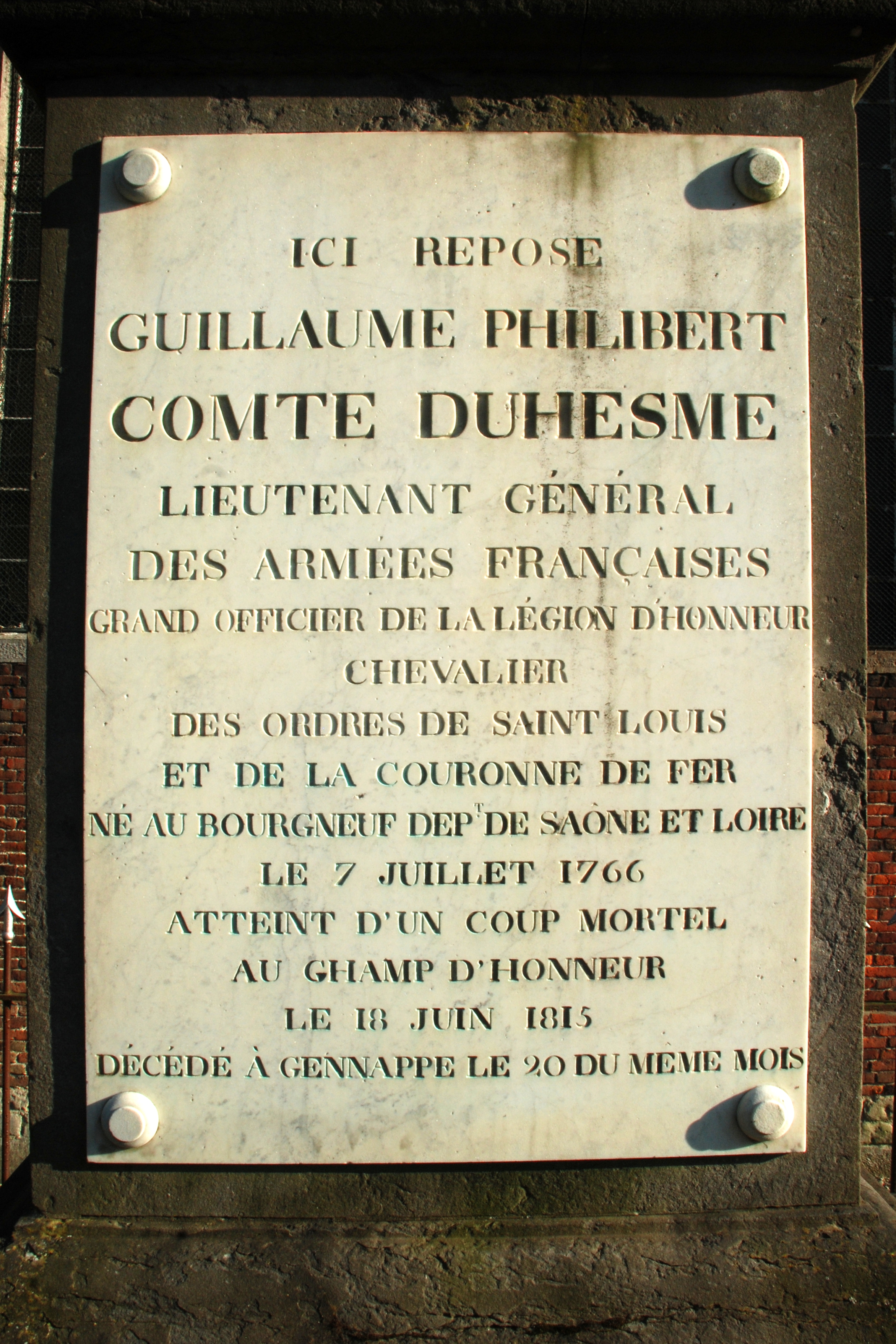
Plaque avant.

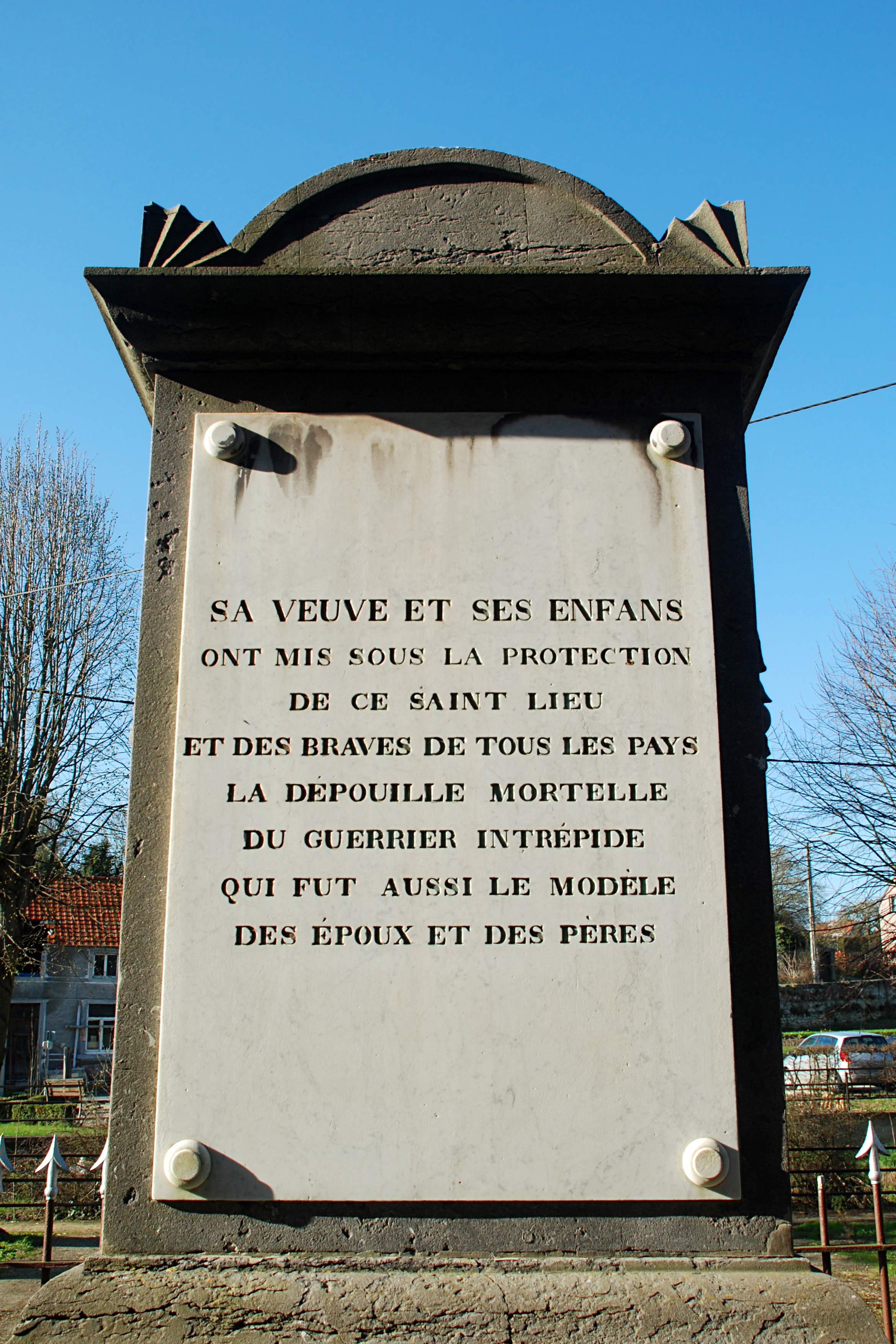
Plaque arrière.

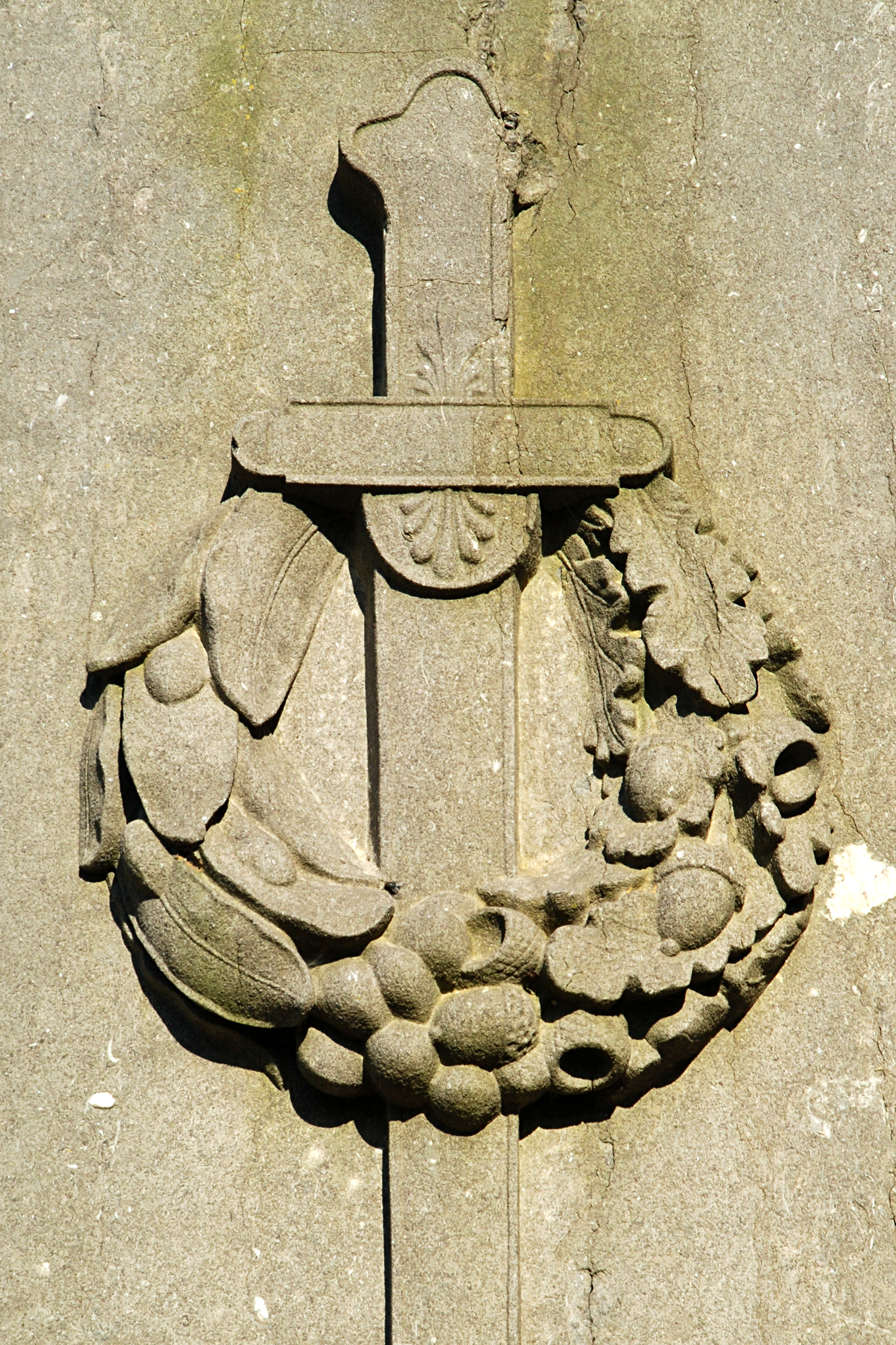
Le glaive traversant une couronne de laurier et de chêne.

D'un style néo-classique sobre, le monument est constitué d'un large socle à degrés et d'un piédestal en pierre bleue portant un parallélépipède également en pierre bleue, d'environ 2 mètres de haut, entouré de grilles hérissées de lancettes et ornées aux angles de glands de chêne.
Le monument est couronné d'une corniche moulurée surmontée de frontons courbes et d'acrotères.
Chacune de ses faces est ornée d'un glaive traversant une couronne de feuilles de laurier et de feuilles de chêne.
|  |  |  |

La face nord du mausolée porte une inscription en hommage au général :

« Ici Repose

Guillaume Philibert

Comte Duhesme

Lieutenant Général

Des Armées Françaises

Grand Officier de la Légion d'Honneur

Chevalier

Des Ordres de Saint-Louis

Et de la Couronne de Fer

Né au Bourgneuf Dep de Saône et Loire

Le 7 juillet 1766

Atteint d'un coup mortel

Au Champ d'Honneur

Le 18 juin 1815

Décédé à Gennappe le 20 du Même Mois »

La face sud rend hommage au général en tant que père et époux :

« Sa Veuve et Ses Enfans

Ont Mis Sous la Protection

De ce Saint Lieu

Et des Braves de Tous les Pays

La Dépouille Mortelle

Du Guerrier Intrépide

Qui Fut Aussi le Modèle

Des Époux et des Pères »